# Писаренко, Георгий Степанович
Гео́ргий Степа́нович Писаре́нко (12 ноября 1910, Полтавская губерния — 9 января 2001, Киев) — советский и украинский учёный-механик, основатель научной школы механических колебаний, прочности материалов и элементов конструкций в экстремальных условиях эксплуатации. Академик АН УССР (1964), заслуженный деятель науки УССР (1973), дважды лауреат Государственной премии УССР в области науки и техники (1969, 1980).

## Биография
Родился 12 ноября 1910 года на хуторе Скрильники Кобеляцкого уезда Полтавской губернии в семье Степана Петровича Писаренко и Ефросинии Петровны Скрильник. Его дед Петр Петрович Скрильник и Петр Ефимович Писаренко принадлежали к украинскому казацкому сословию и занимались земледелием. Трудовую деятельность начал в 17 лет, работая сначала рабочим-ремонтником в г. Полтава, а затем слесарем Нижегородского автомобильного завода. В 1936 г. окончил с отличием судостроительный факультет Горьковского индустриального института и работал конструктором на заводе «Красное Сормово». Через год был принят в аспирантуру Киевского политехнического института и по совместительству работал в Институте строительной механики (Институт механики им. С. П. Тимошенко НАН Украины).
Кандидатскую диссертацию Г. С. Писаренко защитил в феврале 1941 г. Во время Великой Отечественной войны работал над проблемой повышения прочности авиационных двигателей, сначала на Уфимском моторостроительном заводе, потом в Центральном институте авиационного моторостроения. С 1944 г. он как ученый секретарь Института строительной механики занимался возобновлением работы лабораторий учреждения. В то же время преподавал в Киевском политехническом институте и продолжал фундаментальные исследования нелинейных колебаний механических систем с учетом рассеивания энергии в материале, результаты которых стали основой успешно защищенной им в 1948 г. докторской диссертации, а затем были удостоены премии им. М. М. Крылова АН УССР.
В 1950 г. Г. С. Писаренко начинает работать в Институте металлокерамики и специальных сплавов (в настоящее время Институт проблем материаловедения НАН Украины). Он возглавляет здесь отдел, потом — сектор, а ещё через какое-то время становится заместителем директора по научной работе. С тех пор вся научная деятельность Георгия Степановича посвящена формированию нового направления в механике — исследованию прочности материалов и элементов конструкций в экстремальных условиях. В 1957 г. ученого избирают членом-корреспондентом, а в 1964 г. — действительным членом АН УССР.
В 1966 г. по инициативе Георгия Степановича создан Институт проблем прочности АН УССР. Неизменным директором этого учреждения он был свыше двадцати лет, а в 1988 г. стал его почётным директором. Под руководством Писаренко здесь нашли решение актуальные проблемы атомной энергетики, газотурбостроения, авиационной, ракетно-космической техники и других важнейших отраслей машиностроения.

## Работы
- Писаренко Г. С., Яковлев А. П., Матвеев В. В. Справочник по сопротивлению материалов — 3-е изд., перераб. и доп. — К. : Вид-во Дельта, 2008. — 816 с.
- Опір матеріалів: підручник для студ. механіч. спец. вищ. навч. закл. / Г. С. Писаренко, О. Л. Квітка, Є. С. Уманський. — К. : Вища шк., 2004. — 655 с. — ISBN 966-642-056-2
- Писаренко Г. С., Лебедев А. А. Деформирование и прочность материалов при сложном напряженном состоянии. — К.: Наукова думка, 1976. — 416 с.